# João-botina-da-mata
O João-botina-da-mata (Phacellodomus erythrophthalmus) é uma ave passeriforme da família dos furnariídeos, endêmica do Leste do Brasil. Tal ave mede cerca de 17 cm de comprimento, com plumagem marrom, fronte, garganta e peito ferrugíneos e olhos alaranjados. Devido ao fato de construir seus ninhos de graveto em forma de botina, recebem o nome popular de João-botina.